# Plaza de toros de Béziers
Arènes Modernes o plaza de toros de Béziers es una plaza de toros en Béziers, Región de Occitania, en Francia. La plaza se emplea para las corridas de toros de la Feria de Agosto y para otros eventos culturales, deportivos y de ocio.[cita requerida]

## Descripción
Situada en Valras. En una plaza de toros de primera categoría y cuenta con un aforo de 13 096 localidades. La plaza de toros de Béziers es la mayor plaza de toros de Francia.  

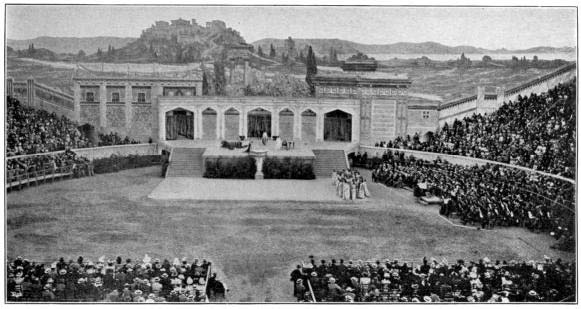
Estreno de Arènes de Déjanire de Saint-Saëns.

El 9 de diciembre de 2015 la plaza de toros de Béziers fue declarada monumento histórico de Francia.

## Historia
Data de 1897 y fue impulsada por el director de la plaza de toros de Nimes, junto al alcalde de Béziers Alphonse Mas y los empresarios Gleizes y Saute. Fue edificada en sustitución de la plaza de toros de Palazy, destruida por un incendio en 1896. La corrida inaugural tuvo lugar el 11 de julio de 1897 con toros de Enrique de Salamanca para los toreros Reverte y Algabeño, que repitieron el 14 de julio. Ese mismo año acudieron también a la plaza de toros los diestros Lagartijo y Guerrita. El año siguiente se llevaron a cabo seis corridas de toros y dos becerradas. En 1898, la sociedad que administraba la plaza société Gleizes-Sautel-Fayot fue disuelta por motivos económicos. Las obras posteriores que comprendieron la galería exterior y culminaron en 1910 fueron financiadas por Castelbon de Beauxhotes junto a otros accionistas y el ayuntamiento de Béziers.
Además de para espectáculos taurinos se empleó desde sus inicios para la representación de obras culturales. El mecenas Castelbon de Beauxhotes promovió la representación en la plaza de numerosas obras musicales, siendo la primera la obra Déjanire del autor Camille Saint-Saëns, sobre libreto de Louis Gallet el 28 de agosto de 1898. Otras piezas musicales estrenadas o interpretadas en la plaza de toros de Béziers han sido Las criaturas de Prometeo de Ludwig van Beethoven, el 25 y 27 de agosto de 1901, Parysatis de Jane Dieulafoy (1903) con música de Camille Saint-Saëns, Les Hérétiques de André-Ferdinand Herold y Charles-Gaston Levadé (1905), La Vestale de Gaspare Spontini (1906) o Héliogabale de Déodat de Séverac (1910). Además, se representó un espectáculo de Folies Bergère.
En 1905 tuvo lugar un acto político con Jaurès, Jules Guesdes, Viviani y Cachin con viticultores descontentos. En 1907 durante la rebelión de los viticultores de Languedo la plaza de toros albergó un regimiento de Dragones.
Durante la Primera Guerra Mundial sufrió daños y en 1912 se consideró la posibilidad del derribo de la plaza de toros. En 1919 la sociedad taurina Société Immobilières des Arènes emprendió obras de restauración que culminaron en 1921. La corrida de reinauguración tuvo lugar el 29 de mayo de 1921 con toros de Veragua para el mexicano Luis Freg, el alcarreño Saleri II y Limeño.
A lo largo de los años ha sido empleada para numerosos conciertos de artistas como Iron Maiden, Serge Lama, Michel Sardou, Claude François, Joe Dassin, Catherine Lara, Teléfono, Jacques Higelin, The Police, UB40, Dire Straits, Yes, The Cure, Midnight Oil, Kim Wilde, Johnny Hallyday (13 veces entre 1962 y 1999), Rita Mitsouko, Kid Creole and the Coconuts, Rita Marley, Roger Hogson o Serge Gainsbourg.
En 1983 tuvo lugar la corrida del siglo con los toreros Nimeño que cortó tres orejas y una oreja para cada uno para Víctor Mendes y Richard Milian, acabando los tres toreros heridos en la enfermería.
El 12 de agosto de 2000 Sebastián Castella tomó su alternativa en Béziers. Dada su gran tradición taurina y la popularidad de su festejos taurinos, en 2012 la plaza de toros de Béziers se ofreció para acoger los eventos taurinos prohibidos en Cataluña. Entre los toros célebres de la plaza de Béziers señalar Merins por Miguel Ángel Perera. En 2020 la plaza pasó a ser gestionada por una empresa taurina conformada por Simón Casas, Sebastián Castella y Olivier Margé.